# Carrots
Carrots è un film muto del 1917 diretto da Frank Wilson,

## Trama
Carrots, una giovane che lavora come ambulante, salva il poliziotto di cui è innamorata dalla banda del fratello galeotto.

## Produzione
Il film fu prodotto dalla Hepworth.

## Distribuzione
Distribuito dalla Pioneer Film Distributors, il film uscì nelle sale cinematografiche britanniche nel marzo 1917.
Fu distrutto nel 1924 dallo stesso produttore, Cecil M. Hepworth. Fallito, in gravissime difficoltà finanziarie, Hepworth pensò in questo modo di poter almeno recuperare il nitrato d'argento della pellicola.